# Nélida Susana Martínez Peláez
Nélida Susana Martínez Peláez (Puerto Deseado, 1 de noviembre de 1951) es una profesora y política argentina de la Unión Cívica Radical, que se desempeñó como senadora nacional por la provincia de Santa Cruz entre 2000 y 2001.

## Biografía
Nació en Puerto Deseado en 1951. Estudió perito mercantil en la escuela Nacional de Comercio de su localidad natal.
Se trasladó a la localidad santacruceña de Las Heras, donde se desempeñó como profesora de contabilidad en un colegio secundario. Fue jefa de corresponsalía del Programa de Atención Médica Integral (PAMI) durante doce años, y en 2000 fue designada jefa de compras de la municipalidad local.
En política, participó en el comité de la Unión Cívica Radical de Las Heras, siendo vicepresidenta en dos ocasiones. En el ámbito social, fue directora de Caritas y tesorera de la Casa del Niño de Las Heras.
Asumió como senadora nacional por la provincia de Santa Cruz a finales de noviembre de 2000, para completar el mandato de Juan Ignacio Melgarejo, quien había renunciado poco tiempo antes por el escándalo nacional por supuestos sobornos en el Senado.
Integró las comisiones de Ecología y Desarrollo Humano; Combustibles; Energía; Minería; Turismo; Pesca, Intereses Marítimos y Portuarios; Defensa de los Derechos usuarios y de los consumidores; y la comisión parlamentaria conjunta Argentino-Chilena.
En junio de 2001, junto con otros senadores, presentó un proyecto de ley para establecer elecciones internas abiertas a los cargos de presidente, vicepresidente, senadores nacionales y diputados nacionales.
Su mandato finalizó en diciembre de 2001.